# Liste der Kreisstraßen in Ludwigshafen am Rhein
Die Liste der Kreisstraßen in Ludwigshafen am Rhein ist eine Auflistung der Kreisstraßen in der rheinland-pfälzischen kreisfreien Stadt Ludwigshafen am Rhein.

## Abkürzungen
- K: Kreisstraße
- L: Landesstraße

## Liste
Die Kreisstraßen behalten die ihnen zugewiesene Nummer in der Regel nicht bei einem Wechsel in einen anderen Landkreis oder in eine kreisfreie Stadt. Nicht vorhandene bzw. nicht nachgewiesene Kreisstraßen werden in Kursivdruck gekennzeichnet, ebenso Straßen und Straßenabschnitte, die unabhängig vom Grund (Herabstufung zu einer Gemeindestraße oder Höherstufung) keine Kreisstraßen mehr sind. 
Der Straßenverlauf wird in der Regel von Nord nach Süd und von West nach Ost angegeben.
| Nr.  | Verlauf |
| ---- | --- |
| K 1  | – Dammstückerweg – Am Kanal – Oppauer Straße – Ostring – Bad-Aussee-Straße – Bürgermeister-Trupp-Straße – L 523                                                                     |
| K 2  | L 523 – Brunckstraße – Langgartenstraße – Weiherstraße – Keplerstraße – K 3 – Kopernikusstraße – Saarburger Straße – K 4/K 8                                                        |
| K 3  | K 6 – Sternstraße – – Sternstraße – K 4 – Sternstraße – K 2 – Sternstraße – L 523                                                                                                   |
| K 4  | (K 11 in Frankenthal (Pfalz)) – Stadtgrenze – Wormser Straße – Prälat-Caire-Straße – K 3 – Prälat-Caire-Straße – Mannheimer Straße – K 2 – K 8                                      |
| K 5  | L 523 – Hermshofstraße – Schmale Gasse – Rohrlachstraße – K 8 – Valentin-Bauer-Straße – Bruchwiesenstraße – / – Bruchwiesenstraße – K 13                                            |
| K 6  | K 3 – Mannheimer Straße – Schillerstraße – Speyerer Straße – K 11 – Speyerer Straße – K 3 – Speyerer Straße – K 12 – Breite Straße – Bergstraße – Maudacher Straße – K 13           |
| K 7  | K 13 – Meckenheimer Straße – – Kaiserswörthdamm – – Hauptstraße – Verbindungsstraße zum Hohen Weg – Hoher Weg – Großwiesenstraße – Stadtgrenze – (K 12 im Rhein-Pfalz-Kreis)        |
| K 8  | K 4 – Mannheimer Straße – Frankenthaler Straße – K 5 – Lorientallee – |
| K 9  | – Rheinstraße – Stadtgrenze – (K 14 im Rhein-Pfalz-Kreis) |
| K 10 | L 523 – Rheinuferstraße – Rheinallee – Lagerhausstraße – / |
| K 11 | L 524 – Oggersheimer Straße – Ruchheimer Straße – K 6 |
| K 12 | K 6 – Speyerer Straße – Stadtgrenze – (K 11 im Rhein-Pfalz-Kreis) |
| K 13 | (K 17 im Rhein-Pfalz-Kreis) – Stadtgrenze – Maudacher Umgehungsstraße – K 6 – Maudacher Straße – K 7 – Maudacher Straße – Bruchwiesenstraße – K 5 – Schänzeldamm – Saarlandstraße – |